# أحمد بن جاسم الحمر
أحمد بن جاسم محمد علي الحمر إعلامي ودبلوماسي قطري، ولد في الدوحة بتاريخ 31-12-1949م، شغل عدة مناصب في وكالة الأنباء القطرية، وشغل رئيس التحرير في الوكالة حتى عام 2007م ثم التحق بالعمل في وزارة الخارجية فتدرج في السلم الوظيفي وشغل عدد من المناصب التي اكسبته خبرات سياسية كبيرة جعلت منه مؤهلاً لدخول السلك الدبلوماسي فأصبح سفيرا لدولة قطر لدى أكثر من دولة وكان من أهمها إندونيسا وله مشاركات في قمم مجلس تعاون دول الخليج العربي.

## المؤهلات العلمية
بكالوريوس علوم سياسية من جامعة قطر عام 1979م.

## الخبرات العملية
- عمل بوكالة الانباء القطرية عام 1975م.
- مساعد مدير ورئيس تحرير لوكالة الانباء القطرية عام 1982-1992م.
- ملحق إعلامي بسفارة دولة قطر في القاهرة في الفترة 1992-1993م.
- مدير النشر والإعلام الخارجي 1993-1994م.
- مدير عام وكالة الأنباء القطرية ورئيس التحرير 1994-2007م.
- التحق بالعمل في وزارة الخارجية عام 2008م.
- عمل بإدارة البحوث وتقنية المعلومات في الفترة 2008-2011م.
- مدير الإعلام بالإدارة العامة لمجلس التعاون لدول الخليج العربي للفترة 2011-2012م.
- سفير دولة قطر في جمهورية النيبال الديمقراطية عام 2012م.[4]
- سفير دولة قطر لدى جمهورية اندونيسيا للفترة 2016-2019م، وسفير غير مقيم لدى جمهورية تيمور الشرقية.[5]